# Lussac (Gironda)
Lussac è un comune francese di 1 373 abitanti situato nel dipartimento della Gironda nella regione della Nuova Aquitania.

## Società

### Evoluzione demografica
Abitanti censiti